# SAMBO
『SAMBO』（サンボ）は、福永恵規2枚目のオリジナル・アルバム。1987年7月5日発売。発売元はキャニオン・レコード。

## 概要
キャッチ・コピーは「SATOMIの夏は、あ・な・たとSAMBO!」。8P写真集入り。歌詞カードの歌詞は、本人の手書き。既に廃盤となっている。
オリコンチャートで2位を獲得した3rdシングル「僕達のRUNAWAY」（1987年1月28日）と、4thシングル「心もJUMPして! 夏のイントロ」（1987年4月24日）を収録。シングル・アルバム通じ最後のオリジナル作品。
1stアルバムに続き小室哲哉からの提供曲「ハイパー・ラッキー」を収録。
「blind summer ～やさしい誤解～」「ONLY DANCIN'」「さよならのアン・ドゥ・トロワ」は当作のみ収録のため、試聴が特に困難。当作品裏ジャケットの別カットが、『福永恵規ベスト』（1987年11月21日）のCDジャケットに使われている。
2002年10月17日発売の廉価盤ベスト『MYこれ!クション 福永恵規BEST』において、デジタル・リマスターされた「三日月のピン・クリップ」「青春のREGRET」「ハイパー・ラッキー」を視聴可能。シングル2タイトルも収録。
2019年4月11日に『SPLASH』『MYこれ!クション 福永恵規BEST』と共にデジタル配信が開始された。
福永は1988年の引退以来、表舞台には一切顔を出していない。

## 収録曲
1. 愛の魔法　
  - 作詞　三浦徳子　作曲　井上ヨシマサ　編曲　清水信之
2. 心もJUMPして! 夏のイントロ　
  - 作詞・作曲　 竹内まりや　編曲　新川博
3. ラベンダー物語　
  - 作詞　福永恵規　作曲　松浦有希　編曲　新川博
  - 福永自身が作詞をした、唯一の楽曲。
  - 松浦にとって本楽曲が作曲家としてのデビューとなった[1]。
4. 三日月のピン・クリップ　
  - 作詞　麻生圭子　作曲　村田和人　編曲　西平彰
5. blind summer ～やさしい誤解～　
  - 作詞　麻生圭子　作曲　村田和人　編曲　西平彰
  - 男性パートは、作曲者である村田和人。
6. 青春のREGRET　
  - 作詞　秋元康　作曲　高橋研　編曲　清水信之
7. ハイパー・ラッキー　
  - 作詞　イノ・ブランシュ　作曲　小室哲哉　編曲　大村雅朗
8. ONLY DANCIN'　
  - 作詞　イノ・ブランシュ　作曲　高橋研　編曲　佐久間正英
9. 僕達のRUNAWAY　
  - 作詞　秋元康　作曲・編曲　後藤次利
10. さよならのアン・ドゥ・トロワ　
  - 作詞　三浦徳子　作曲　井上ヨシマサ　編曲　清水信之

## 販売形態
| 規格 | 発売日       | レーベル             | 品番      |
| ---- | ------------ | -------------------- | --------- |
| LP   | 1987年7月5日 | キャニオン・レコード | C28A 0583 |
| CT   | 1987年7月5日 | ポニー               | 28P 6693  |
| CD   | 1987年7月5日 | キャニオン・レコード | D32A 0301 |